# 韩影
韩影（1940年1月1日—），中国内地女演员，北京曲剧团演员，其丈夫孙庆荣曾是中央实验话剧院演员，其子是知名演员孙松。

## 生平
自幼生活在北京天桥，1958年，进入中国青年艺术剧院，成为一名话剧演员，后转至北京曲艺曲剧团。1980年，因在北京曲剧《珍妃泪》中饰演慈禧崭露头角。1981年起进入影视行业。1990年，因在家庭剧《渴望》中出演女主角刘慧芳的母亲“刘母”为观众熟知，凭借该角色获得第9届大众电视金鹰奖最佳女配角。1993年，出演情景喜剧《我爱我家》，饰演和平的母亲老和。
其以“老北京”式表演风格著称，擅长塑造市井母亲、慈祥长辈等角色。2012年起，因身体原因退出幕前演出。